# Hoài An (quận)
Hoài An (tiếng Trung: 淮安区; bính âm: Huaian Qū), nguyên là huyện Hoài An (淮安县), là một khu (quận) của thành phố Hoài An, tỉnh Giang Tô, Trung Quốc. Quận là quê hương của Chu Ân Lai. Thời xa xưa, cùng với Tô Châu, Hàng Châu và Dương Châu, khu vực quận ngày nay từng được gọi với cái tên "tứ đại đô thị" của vùng châu thổ Trường Giang.

## Hành chính

### Trấn
| - Hoài Thành (淮城镇) - Bình Kiều (平桥镇) - Thượng Hà (上河镇) - Mã Điện (马甸镇) - Chu Kiều (朱桥镇) - Khê Hà (溪河镇) - Thí Hà (施河镇) | - Xa Kiều (车桥镇) - Kinh Khẩu (泾口镇) - Lưu Quân (流均镇) - Bác Lý (博里镇) - Cừu Kiều (仇桥镇) - Phục Hưng (复兴镇) - Tô Chủy (苏嘴镇) | - Khâm Công (钦工镇) - Thuận Hà (顺河镇) - Quý Kiều (季桥镇) - Tịch Kiều (席桥镇) - Lâm Tập (林集镇) - Nam Áp (南闸镇) - Phạm Tập (范集镇) |

### Hương
| - Kiến Hoài (建淮乡) - Giao Lăng (茭陵乡) - Tống Tập (宋集乡) | - Thành Đông (城东乡) - Tam Bảo (三堡乡) - Nam Mã Xưởng (南马厂乡) |

## Hình ảnh

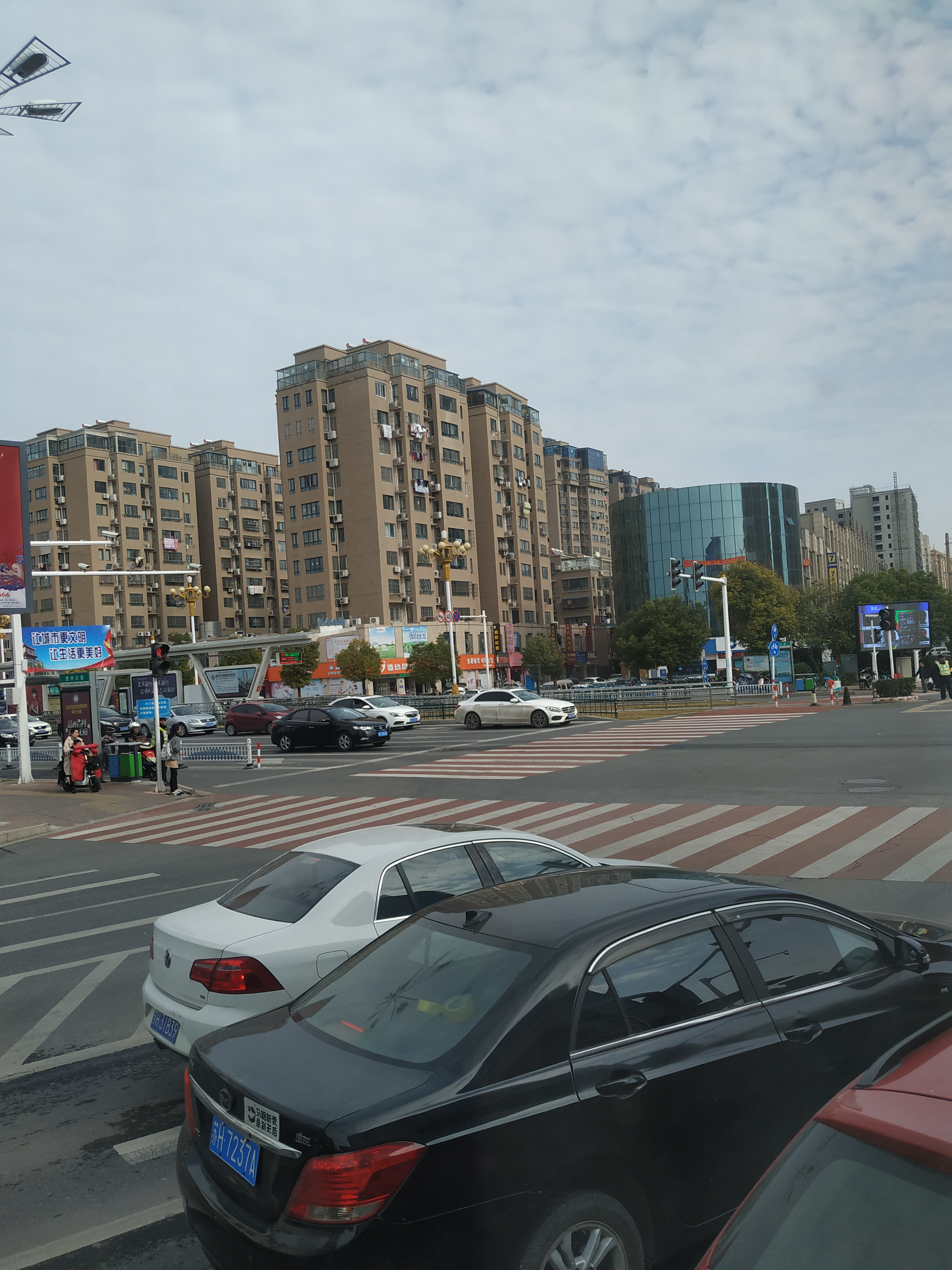
Giao lộ Chu Châu và Đường Đông Vĩnh Hoài
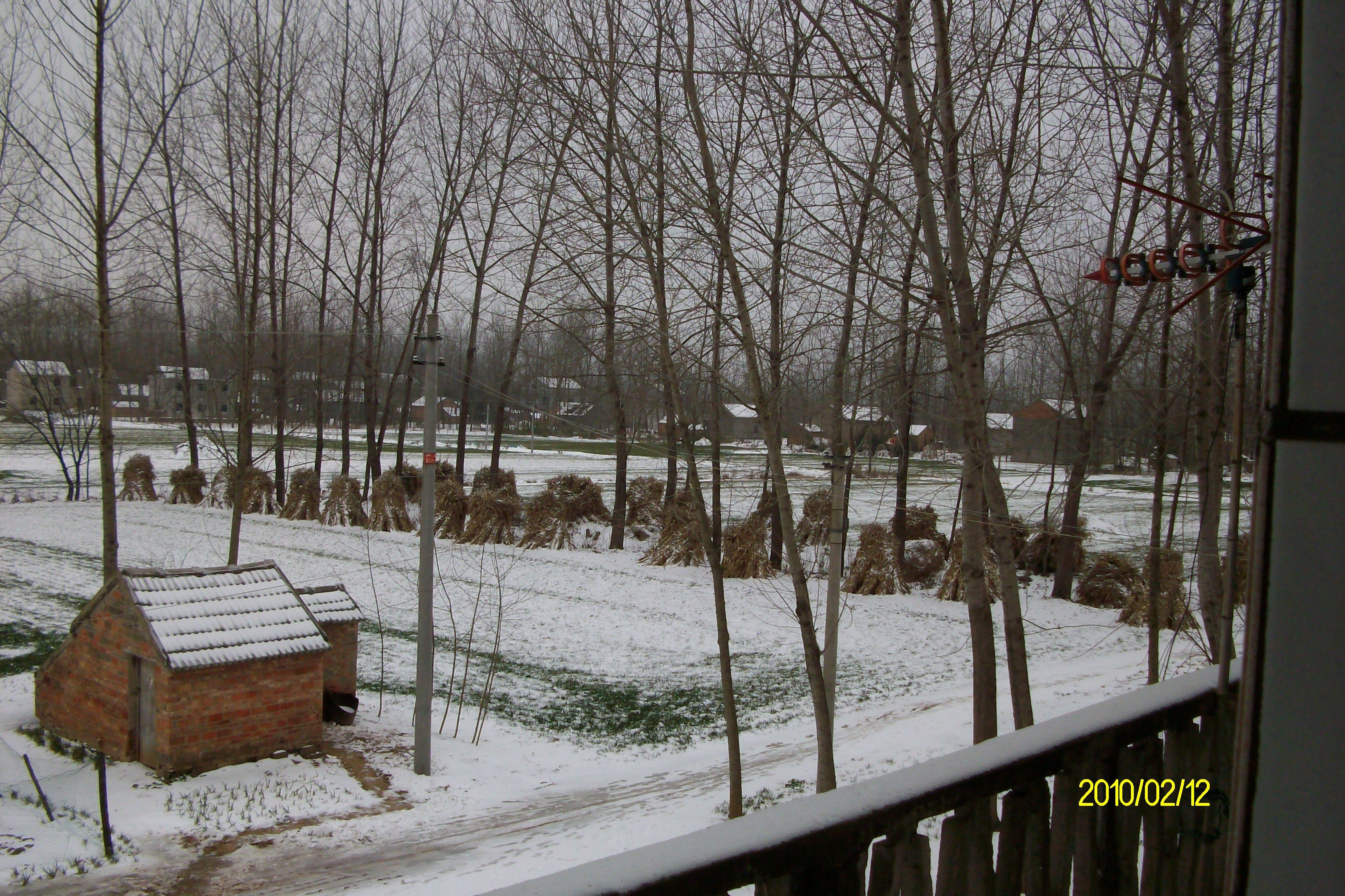
Nông thôn Mùa đông
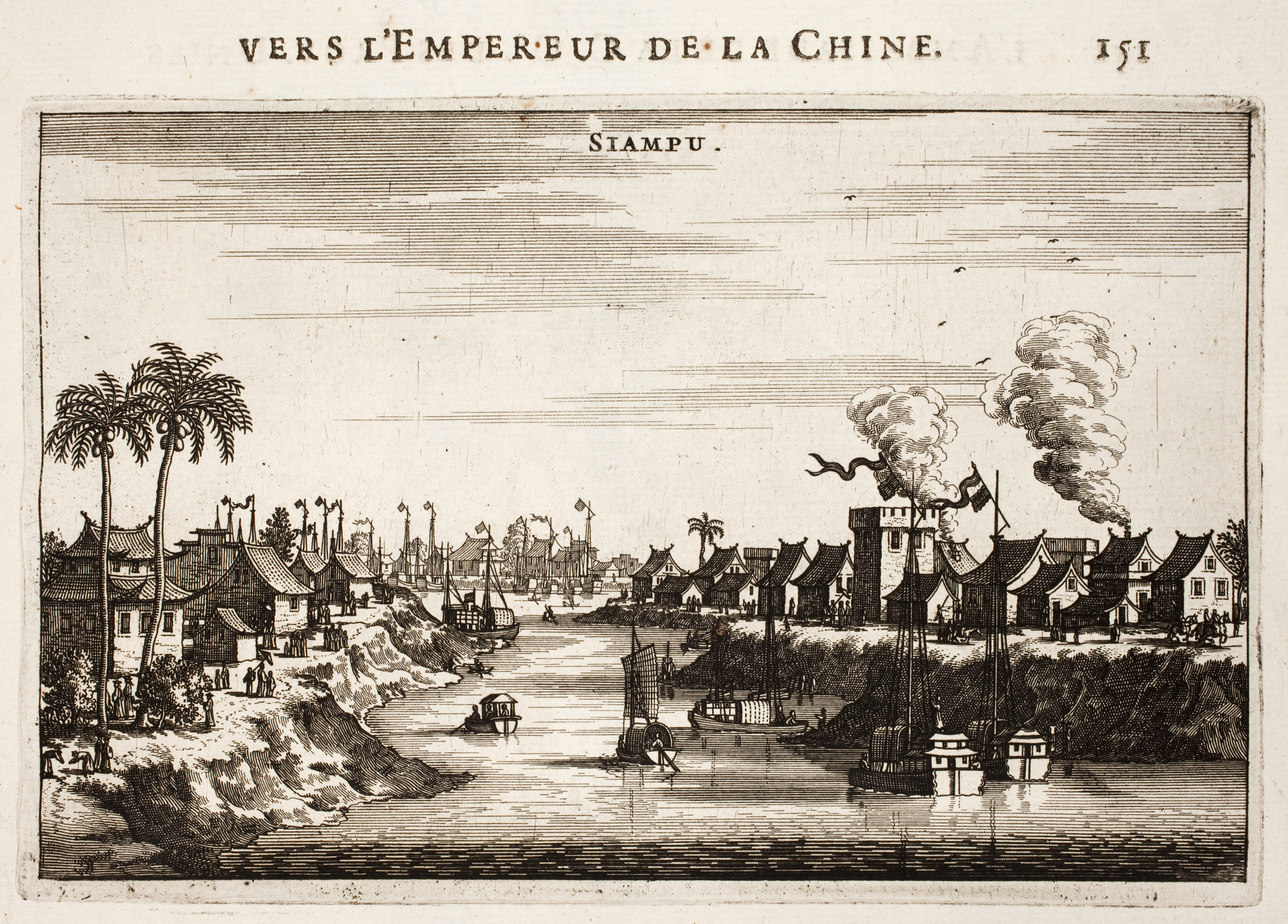
Quang cảnh cả hai bờ sông "Siampu", Qingjiangpu
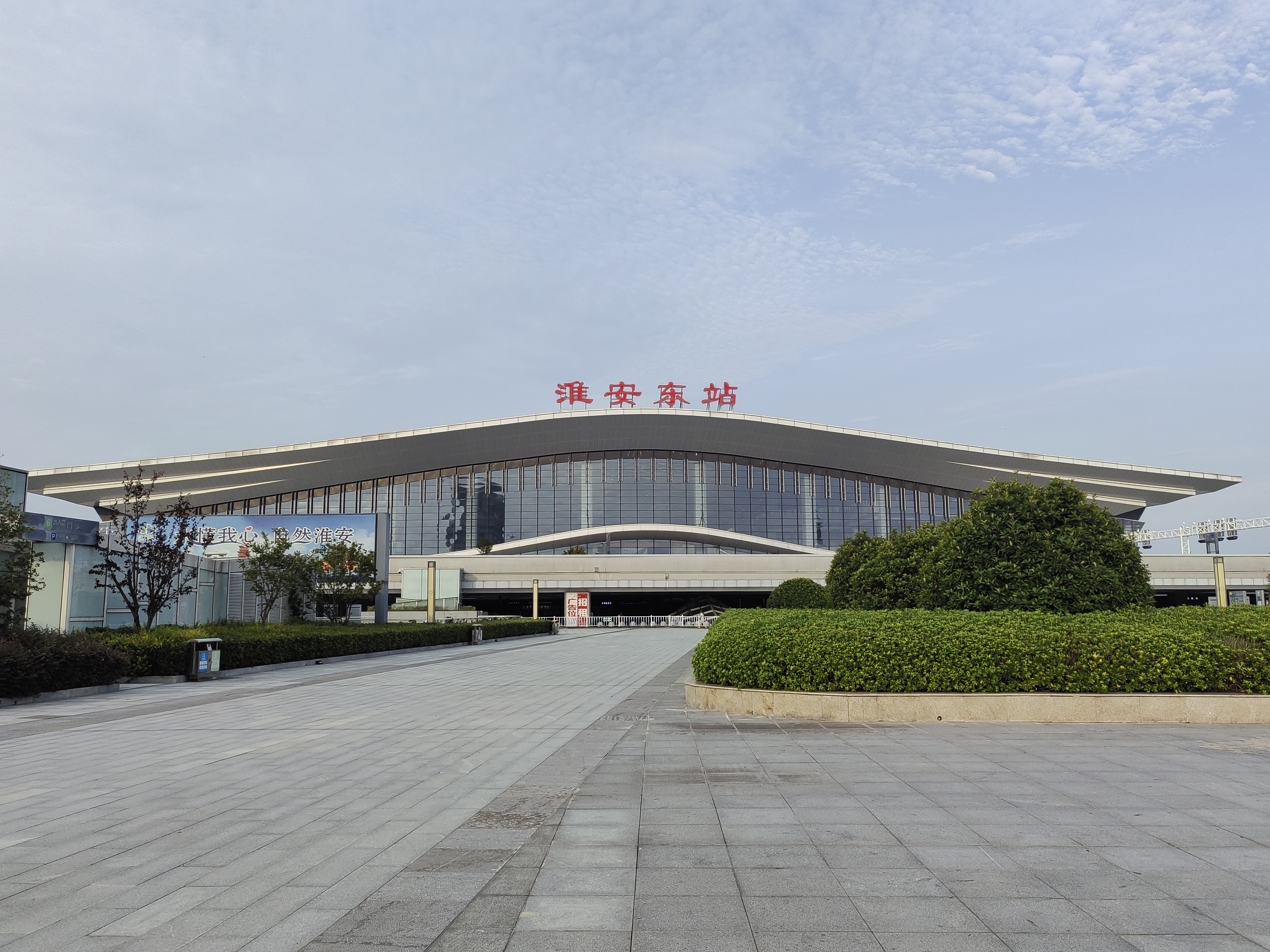
Mặt tiền ga xe lửa Đông Hoài An
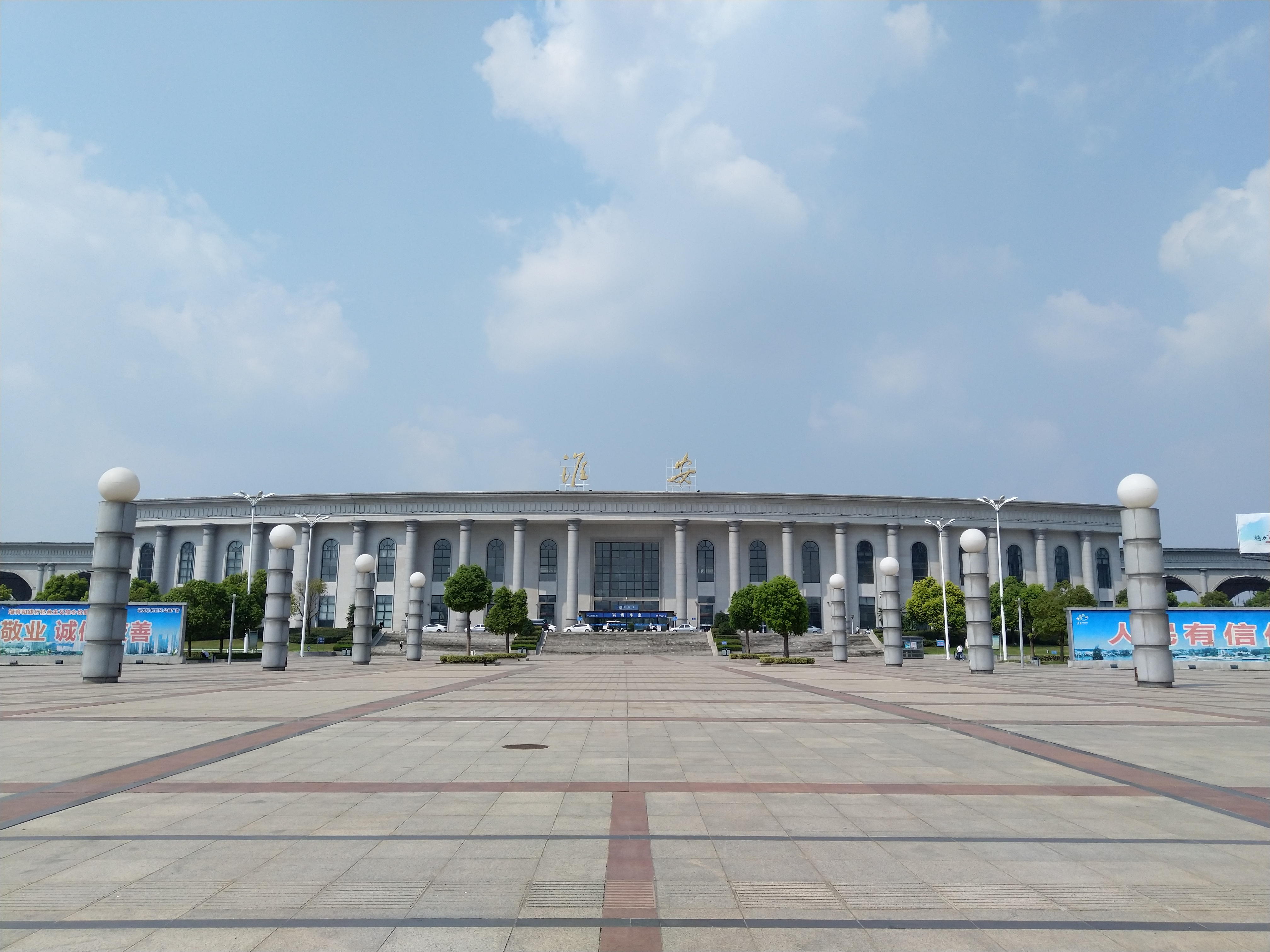
Nhà ga Hoài An
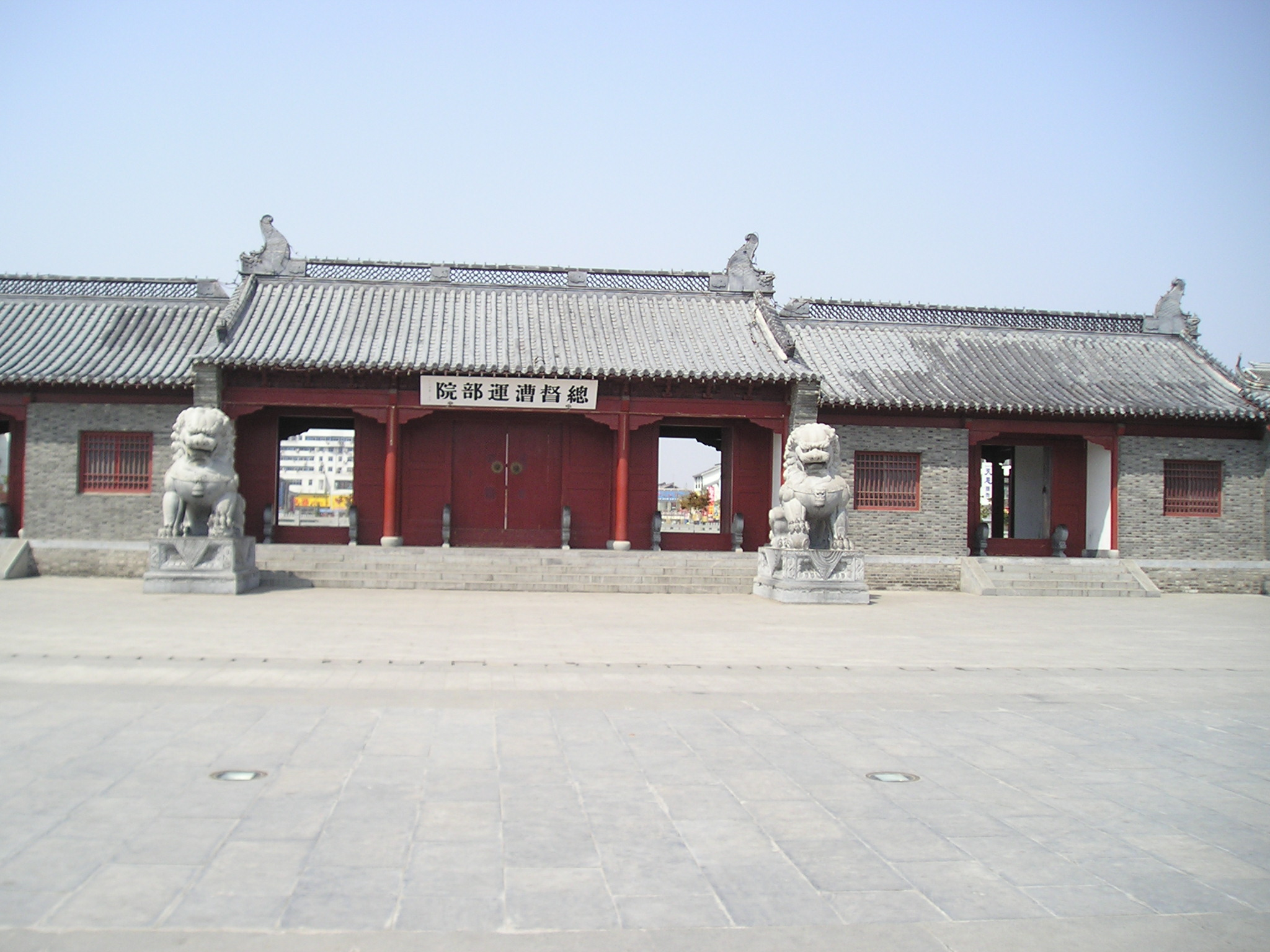
Tòa nhà Yamen